# Mario Rivelli
Mario Rivelli es un deportista italiano que compitió en vela en la clase Star. Ganó una medalla de plata en el Campeonato Europeo de Star de 1959.

## Palmarés internacional
| Campeonato Europeo | Campeonato Europeo | Campeonato Europeo | Campeonato Europeo |
| Año                | Lugar              | Medalla            | Clase              |
| ------------------ | ------------------ | ------------------ | ------------------ |
| 1959               | ND                 | Medalla de plata   | Star               |